# Nikolaj Dzjoemagaliev
Nikolaj Espolovitsj Dzjoemagaliev (Kazachs: Николай Есполович Жұмағалиев) (Uzun-Agach (Oblast Alma-Ata), 15 november 1952) is een Kazachse seriemoordenaar en kannibaal. Hij werd veroordeeld voor het vermoorden, opeten en opdienen aan andere mensen van ten minste zeven slachtoffers rond 1980. Hij kreeg de bijnaam Metalen Hoektand vanwege zijn van wit metaal gemaakte kunsttanden.
Dzjoemagaliev vermoordde zijn slachtoffers, hakte ze in stukken met een bijl en serveerde ze vervolgens aan vrienden tijdens diners. Hij werd gearresteerd toen twee gasten hem aangaven, nadat ze een vrouwenhoofd en -ingewanden in zijn kast hadden aangetroffen.
Het totale aantal slachtoffers van Dzjoemagaliev is niet bekend, maar vermoed wordt dat het in de tientallen ligt. Ontoerekeningsvatbaar bevonden werd hij opgesloten in een inrichting in Tasjkent, waaruit hij in 1989 ontsnapte. In 1991 werd Dzjoemagaliev opnieuw ingerekend door de politie in Fergana (Oezbekistan), na een tip van een vrouw die hij aangesproken had.